# Лянкимай
Лянкимай (лит. Lenkimai) — местечко в Скуодасском районе Клайпедского уезда Литвы. Административный центр Лянкимского староства.
Находится на севере уезда в непосредственной близости от границы с Латвией. Ближайшие населённые пункты: Срауптай, Жямите.

## Галерея

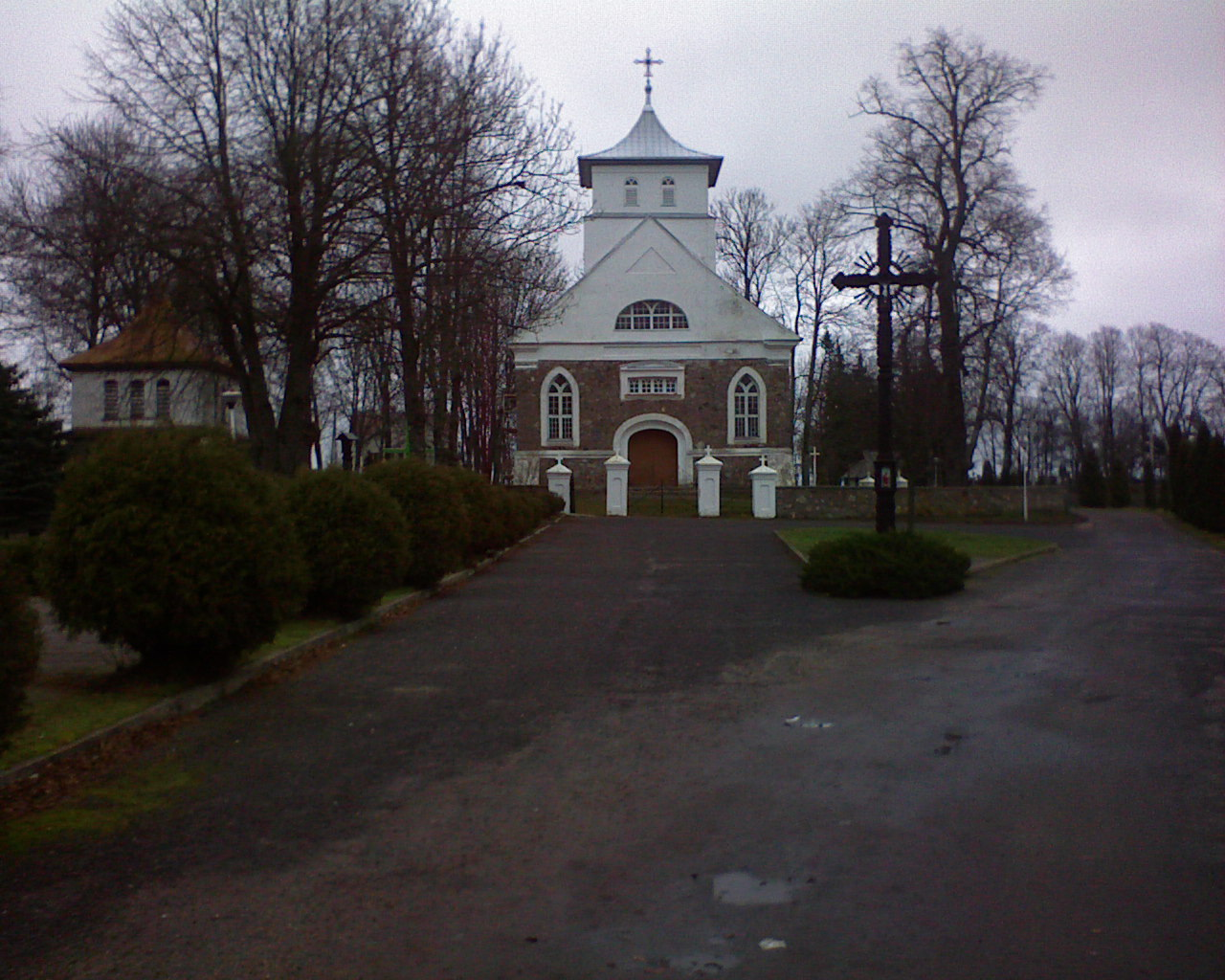
Церковь святой Анны в Лянкимае
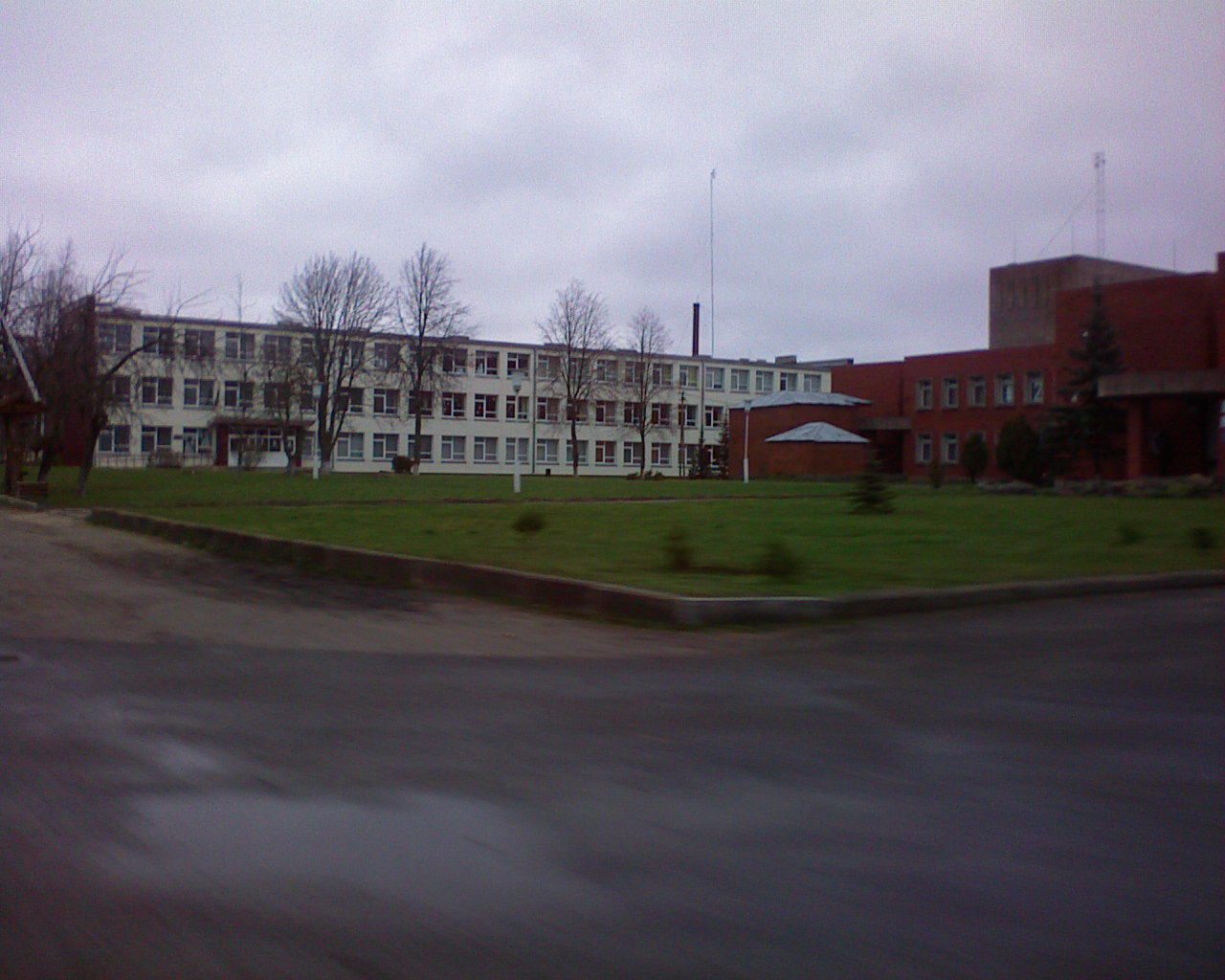
Начальная школа